# PC Basket 2003
PC Basket 2003 est un jeu vidéo de gestion sportive développé par DEMSoft et édité par Global Star Software, sorti en 2003 sur Windows.

## Accueil
- Jeux Vidéo Magazine : 5/20[1]
- Jeuxvideo.com : 10/20[2]